# Голова Фавна

Чезаре Дзоччи. Копия статуи Эмилио Дзоччи «Юный Микеланджело высекает „Голову фавна“»

«Голова фавна» (итал. Testa di fauno) — утраченная мраморная скульптура Микеланджело, созданная им ок. 1488 −1489[а] гг.

## Сведения о произведении
По свидетельствам Вазари, эта скульптура была создана Микеланджело в Саду скульптур Медичи, как копия античной головы «старого морщинистого смеющегося фавна со вздёрнутым носом»[б]. Микеланджело немного переделал выражение лица фавна — рот изобразил полностью открытым, так что виден был и язык, и все зубы. Лоренцо Великолепный, увидев это произведение, похвалил мастера, но сделал замечание, что у стариков не могут быть целыми все зубы. Микеланджело сломал Фавну один зуб и сделал в деснах ямку. И Вазари, и Кондиви сходятся в том, что именно эта история помогла юному дарованию получить расположение со стороны Лоренцо Медичи.
Уильям Уоллес считает, что на момент создания этой статуи Микеланджело было уже 15 лет, а значит он уже был относительно взрослым, и эта история больше напоминает красивую легенду. Эрика Шильяно полагает, что и само существование скульптуры представляется сомнительным — никаких свидетельств о ней, кроме рассказа самого Микеланджело своим биографам (Кондиви и Вазари), не сохранились.
Мраморная маска «Смеющийся фавн» в галерее Барджелло считается «потерянной» скульптурой Микеланджело. Она не совсем соответствует описанию Вазари и Кондиви, поскольку во рту есть только два зуба, которые больше напоминают клыки, а между ними высовывается язык.

## Образ в искусстве
Эмилио Дзоччи создал мраморную статую «Юный Микеланджело высекает „Голову фавна“» (1861), которая сейчас хранится в Палаццо Питти. Существуют известные копии этой статуи, созданные Чезаре Дзоччи, Генри Вулфом и другими.
В биографическом романе Карела Шульца «Камень и боль» первому скульптурному произведению Микеланджело посвящён раздел «Фавнов смех»:
(...) Микеланджело схватил резец и, на глазах у князя и Полициано, сильно ударил по фавновым губам. Зазияла дыра. Старый полубог лишился нескольких зубов. Фавнова насмешливая улыбка изменилась. Он перестал насмехаться, перед тем как вонзить зубы в мясо. Он взглянул на мир, как старик...